# Nederrijns voetbalkampioenschap 1905/06
In 1905/06 werd het vierde Nederrijns voetbalkampioenschap gespeeld, dat georganiseerd werd door de West-Duitse voetbalbond. 
FC Viktoria 05 Ratingen werd kampioen en plaatste zich voor de West-Duitse eindronde. In een groepsfase met Cölner FC 1899,  Duisburger SpV en SuS 1896 Schalke eindigden de club laatste. 
Alemannia Aachen dat vorig jaar nog in deze competitie speelde wisselde naar de competitie van Keulen-Bonn. 
De voetbalafdeling van Rheydter TV 1847 werd zelfstandig onder de naam Rheydter SpV 1905, maar trok zich tijdens het seizoen terug uit de competitie. 

## 1. Klasse
| Plaats | Club                     | Wed.           | W              | G              | V              | Saldo          | Ptn.           |
| ------ | ------------------------ | -------------- | -------------- | -------------- | -------------- | -------------- | -------------- |
| 1.     | FC Viktoria 04 Ratingen  | 8              | 6              | 1              | 1              | 35:9           | 13:3           |
| 2.     | FC 1894 München-Gladbach | 8              | 5              | 1              | 2              | 18:11          | 11:5           |
| 3.     | Düsseldorfer FC 1899     | 8              | 5              | 0              | 3              | 12:10          | 10:6           |
| 4.     | FC 1895 Crefeld          | 8              | 2              | 0              | 6              | 17:21          | 4:12           |
| 5.     | Düsseldorfer SV 04       | 8              | 1              | 0              | 7              | 8:39           | 2:14           |
| 6.     | Rheydter SpV 1905        | Teruggetrokken | Teruggetrokken | Teruggetrokken | Teruggetrokken | Teruggetrokken | Teruggetrokken |

|  | Kampioen |

## 2. Klasse

### Groep A
| Plaats | Club                        | Wed. | W | G | V | Saldo | Ptn.  |
| ------ | --------------------------- | ---- | - | - | - | ----- | ----- |
| 1.     | FC 1894 München-Gladbach II | 7    |   |   |   | 37:12 | 12:02 |
| 2.     | Crefelder FC 1895 II        | 6    |   |   |   | 30:09 | 10:02 |
| 3.     | Düsseldorfer FC 1899 II     | 8    |   |   |   | 13:17 | 08:08 |
| 4.     | Vorwärts München-Gladbach   | 6    |   |   |   | 13:13 | 04:08 |
| 5.     | Düsseldorfer SV 04 II       | 7    |   |   |   | 02:44 | 00:14 |

|  | Geplaatst voor finale |

### Groep B
| Plaats | Club               | Wed. | W | G | V | Saldo | Ptn.  |
| ------ | ------------------ | ---- | - | - | - | ----- | ----- |
| 1.     | FC Hilden 1903     | 8    |   |   |   | 12:04 | 12:04 |
| 2.     | BV Solingen 1898   | 8    |   |   |   | 17:10 | 12:04 |
| 3.     | FC Solingen 1895   | 8    |   |   |   | 18:09 | 11:05 |
| 4.     | SSV 1904 Elberfeld | 8    |   |   |   | 15:20 | 04:12 |
| 5.     | FC Velbert 1902    | 8    |   |   |   | 06:25 | 01:15 |

### Finale
| Team 1                      | Uitslag  | Team 2         |
| --------------------------- | -------- | -------------- |
| FC 1894 München-Gladbach II | 1:1, 1:0 | FC Hilden 1903 |